# مشاهير (ورزقان)
مشاهير هي قرية في مقاطعة ورزقان، إيران. عدد سكان هذه القرية هو 197 في سنة 2006.